# Tiger Mask (Manga)
Tiger Mask (jap.: タイガーマスク) ist eine japanische Manga-Serie, die von Ikki Kajiwara geschrieben und von Naoki Tsuji gezeichnet wurde. Die Mangaserie wurde von 1968 bis 1971 veröffentlicht, 1969 wurde sie von Toei Animation als Anime-Serie adaptiert sowie in mehreren Filmen umgesetzt. Eine neuere Verfilmung kam 2016 unter dem Titel Tiger Mask W heraus.

## Inhalt
Tiger Mask war einst ein berüchtigter Wrestler in Amerika und wurde im Ring gefürchtet. In Wirklichkeit heißt er Naoto Date und kehrt nach seiner Karriere nach Japan zurück. Als ein kleiner Junge ihm dort sagt, er wolle ein Bösewicht wie Tiger Mask sein, wechselt Tiger Mask sein Image. Der Junge lebte in einem Waisenhaus. Tiger Mask hatte das Gefühl, dass er nicht wollte, dass der Junge einen Bösewicht vergötterte, und wurde inspiriert, ein heldenhafter Wrestler zu werden.
Der Hauptgegner in Manga und Anime war die Tiger’s Den, eine mysteriöse Organisation, die junge Leute zu bösartigen Wrestlern ausbildet, unter der Bedingung, dass sie der Organisation die Hälfte ihres Einkommens geben. Tiger Mask war unter dem Namen Yellow Devil einst Mitglied der Tiger’s Den, wollte aber nichts mehr damit zu tun haben, sondern spendete sein Geld an das Waisenhaus. Dies machte den Anführer der Organisation wütend und er sandte zahlreiche Attentäter, darunter auch andere professionelle Wrestler, um ihn zu bestrafen.

## Veröffentlichung
Der Manga wurde ursprünglich 1968 von Ikki Kajiwara und Naoki Tsuji für das Bokura Magazine geschaffen. Dessen Verlag Kodansha brachte die Kapitel auch gesammelt in 14 Bänden heraus. Eine Übersetzung erschien in Hongkong.

## Anime-Adaption
Von Toei Animation wurde der Manga als Anime-Serie adaptiert, bei der Takeshi Tamiya Regie führte. Das Charakterdesign entwarf Keiichiro Kimura. Die 105 Folgen mit je 25 Minuten Laufzeit wurden  vom 2. Oktober 1969 bis 30. September 1971 von Yomiuri TV und TV Asahi ausgestrahlt. International wurde der Anime in Italien, Polen und Spanien im Fernsehen gezeigt. Aus dem Material der Fernsehserie wurden drei Kinofilme zusammengeschnitten:
- 1970: Tiger Mask (タイガーマスク), 47 min (Folge 9)
- 1970: Tiger Mask Fuku Men League Sen (タイガーマスク ふく面リーグ戦), 53 min (Folgen 23, 25, 26)
- 1971: Tiger Mask: The Black Demon, 25 min (Folge 56)

Eine zweite Serie, die die erste nach dem Tod von Naoto mit neuen Charakteren fortsetzt, entstand 1981 als Tiger Mask II. Ebenfalls produziert bei Toei Animation, nun unter der Regie von Kozo Morishita und nach einem Drehbuch von Haruya Yamazaki. Insgesamt entstanden 33 Folgen mit je 25 Minuten. Das Charakterdesign stammt von Junichi Miyata und Naoki Tsuji. Für den Schnitt war Osamu Tanaka verantwortlich und Produzent war Yoshiaki Koizumi. Die Serie wurde vom 20. April 1981 bis zum 18. Januar 1982 von TV Asahi in Japan ausgestrahlt. Sie wurde auch mehrfach in Italien ausgestrahlt sowie auf arabischen Fernsehsendern.
Im Oktober 2016 wurde mit Tiger Mask W eine neue Animeserie heraus, die neben der Ausstrahlung in Japan auch auf Crunchyroll gestreamt wurde.  Diese neue Serie ist die direkte Fortsetzung der ersten Anime-Version und ignoriert Tiger Mask II.

### Synchronisation
| Rolle                        | japanischer Sprecher (Seiyū)                 |
| ---------------------------- | -------------------------------------------- |
| Naoto Date/Tiger Mask        | Kei Tomiyama Katsuji Mori (Folge 32–39)      |
| Kentaro Takaoka/Yellow Devil | Ryōichi Tanaka                               |
| Daigo Daimon/Mister Fudo     | Kazuya Tatekabe                              |
| Ruriko Wakatsuki             | Nana Yamaguchi Michiko Nomura (Folge 78–105) |
| Giant Baba                   | Shingo Kanemoto                              |
| Mister X                     | Hidekatsu Shibata                            |
| Miracle 3/Tiger the Great    | Tamei Suzuki                                 |

| Rolle                 | japanischer Sprecher (Seiyū) |
| --------------------- | ---------------------------- |
| Tatsuo Aku/Tiger Mask | Hideyuki Hori                |
| Midori Ariyoshi       | Chiyoko Kawashima            |
| Antonio Inoki         | Banjo Ginga                  |
| Arman Hassan          | Chikao Otsuka                |
| Junko Tachibana       | Mami Koyama                  |
| Kazuya Tachibana      | Satomi Majima                |
| Ishimatsu             | Kaneto Shiozawa              |

### Musik
Die Musik beider Serie wurde von Shunsuke Kikuchi komponiert. Der Vorspann der ersten Serie ist unterlegt mit dem Lied Yuke! Tiger Mask (行け!タイガーマスク), das Abspannlied ist Minashigo no Ballad (みなし児のバラード). Beide wurden gesungen von Hideyo Morimoto. Das Vorspannlied der zweiten Serie ist Tiger mask nisei (タイガーマスク二世) von Mizuki Ichirō und Columbia yurikago kai, der Abspanntitel ist Inochi o kakete (いのちをかけて) von Mizuki Ichirō and Koorogi' 73.